# HD 40956
HD 40956，又名BD+63 630，SAO 13715、HR 2126，是一颗恒星，视星等为6.39，位于銀經150.61，銀緯19.31，其B1900.0坐标为赤經5h 57m 4.8s，赤緯+63° 19.31′ 29″。